# Coupe du Zaïre de football 1988
Navigation
Saison 1987 Saison 1989
La saison 1988 du Championnat du Zaïre de football est la vingt-huitième édition de la première division au Zaïre, la Ligue Nationale de Football. La compétition rassemble les meilleures formations du pays et se déroule sous forme de matchs à élimination directe en aller-retour.

## Compétition

### Finale
La finale se joue le 16 octobre
| Équipe 1     | Résultat | Équipe 2        | Score            |
| ------------ | -------- | --------------- | ---------------- |
| AS Vita Club | 1-0      | DC Motema Pembe | Mongwale 62e pen |

## Bilan de la saison
| Championnat du Zaïre de football 1988                    |                         |
| Champion                                                 | AS Vita Club (8e titre) |
| Coupes et trophées                                       |                         |
| Vainqueur de la Coupe du Zaïre 1988                      | AS Kalamu               |
| Qualifications continentales                             |                         |
| Coupe des clubs champions africains 1989                 | AS Vita Club            |
| Coupe d'Afrique des vainqueurs de coupe de football 1989 | AS Kalamu               |
| Promotions et relégations                                |                         |
| Promus en Linafoot                                       | Aucun                   |
| Relégués                                                 | Aucun                   |